# Герб Покровського району (Донецька область)
Герб Покро́вського райо́ну — офіційний символ колишнього Красноармійського району Донецької області, затверджений рішенням №IV/VIII-11 сесії районної ради від 4 липня 2002 року.
Для Покровського району, утвореного в 19 липня 2020 року символіку не перезатверджували.

## Опис
На зеленому щиті золотий ключ, повішений на комбінованій, срібне і чорне, крокві і супроводжуваний з боків двома виникаючими золотими колосками. На лазуровій трикутній главі золота арфа. На чорній увігнутій базі золоті літери «1923». Щит обрамлений золотими колосками, перевитими червоною стрічкою з написом «Покровський район».